# Santa Margherita di Staffora
Santa Margherita di Staffora är en kommun i provinsen Pavia i regionen Lombardiet i Italien. Kommunen hade 475 invånare (2018).